# Vaux-sur-Seine
Pour les articles homonymes, voir Vaux.
Vaux-sur-Seine est une commune du département des Yvelines, dans la région Île-de-France, en France, elle se situe le long de la Seine.
La commune appartient à l'agglomération du Grand Paris. Elle est située à 10 kilomètres de Saint-Germain-en-Laye et 20 kilomètres de La Défense.
La ville est traversée par la Ligne J du Transilien.
Ses habitants sont appelés les Vauxois.

## Géographie

### Localisation
La commune est limitrophe de Meulan-en-Yvelines et Évecquemont à l'ouest, de Menucourt et Boisemont au nord, de Triel-sur-Seine à l'est et, séparée par la Seine, de Verneuil-sur-Seine et Les Mureaux au sud.

Localisation de Vaux-sur-Seine dans les Yvelines.

### Communes limitrophes
| Évecquemont        | Menucourt (Val-d'Oise)         | Boisemont (Val-d'Oise) |
| Meulan-en-Yvelines | Vaux-sur-Seine                 | Triel-sur-Seine        |
|                    | Verneuil-sur-Seine Les Mureaux |                        |

### Climat
Pour des articles plus généraux, voir Climat de l'Île-de-France et Climat des Yvelines.
En 2010, le climat de la commune est de type climat océanique dégradé des plaines du Centre et du Nord, selon une étude du CNRS s'appuyant sur une série de données couvrant la période 1971-2000. En 2020, Météo-France publie une typologie des climats de la France métropolitaine dans laquelle la commune est exposée à un climat océanique et est dans la région climatique  Sud-ouest du bassin Parisien, caractérisée par une faible pluviométrie, notamment au printemps (120 à 150 mm) et un hiver froid (3,5 °C). 
Pour la période 1971-2000, la température annuelle moyenne est de 11,1 °C, avec une amplitude thermique annuelle de 14,8 °C. Le cumul annuel moyen de précipitations est de 689 mm, avec 11,2 jours de précipitations en janvier et 8 jours en juillet. Pour la période 1991-2020, la température moyenne annuelle observée sur la station météorologique la plus proche, située sur la commune de Boissy-l'Aillerie à 8 km à vol d'oiseau, est de 11,2 °C et le cumul annuel moyen de précipitations est de 635,8 mm,. Pour l'avenir, les paramètres climatiques de la commune estimés pour 2050 selon différents scénarios d'émission de gaz à effet de serre sont consultables sur un site dédié publié par Météo-France en novembre 2022.

## Urbanisme

### Typologie
Au 1er janvier 2024, Vaux-sur-Seine est catégorisée ceinture urbaine, selon la nouvelle grille communale de densité à sept niveaux définie par l'Insee en 2022.
Elle appartient à l'unité urbaine de Paris, une agglomération inter-départementale regroupant 407  communes, dont elle est une commune de la banlieue,,. Par ailleurs la commune fait partie de l'aire d'attraction de Paris, dont elle est une commune de la couronne,. Cette aire regroupe 1 929 communes,.
C'est une commune dont le territoire s'étend sur quatre kilomètres, le long de la rive droite de la Seine et dans le massif boisé de l'Hautil à la limite sud du Vexin français. Il englobe également une île de la Seine, l'île de Vaux, en face de Verneuil-sur-Seine.
En 1999, l'espace urbain construit représente 21 % du territoire, le non-construit 12 % et l'espace rural 67 % de la superficie de la commune.
Les sous-sols de Vaux-sur-Seine contiennent des galeries, carrières, anciennes exploitations de gypse.
La forêt de l'Hautil est parsemée de fontis, entonnoirs d'effondrement liés à l'exploitation passée du gypse par des carrières souterraines, qui présentent un danger permanent. Le comblement de ces trous est entrepris afin de permettre une exploitation et une fréquentation sans risque de la forêt.
Il n'y a pas eu de risques majeurs depuis 2001. (Source 1)

### Voies de communication et transports
La commune est traversée par la route départementale 190, très fréquentée, qui relie Poissy à Mantes-la-Jolie et par un sentier de grande randonnée, le GR1, qui relie Évecquemont au nord ouest à Triel-sur-Seine à l'est.
En transports en communs, elle est desservie par :
- La Gare de Vaux-sur-Seine située sur la Ligne J du Transilien ;

- Les lignes 42, 60, 61, 62, 64, 65, 66 et 76a du Réseau de bus Poissy les Mureaux ;
- Les lignes 87 et Extrême Soirée du Réseau de bus du Mantois.

## Toponymie
Le nom de la localité est attesté sous les formes Vals en 1099, Valles, Vaux de Jousis Meullent en 1273.
Le nom de « Vaux » dérive du latin vallis (vallée, vallon).
La Seine et le Ru Gallet traversent Vaux-sur-Seine.

## Histoire
Le site est habité depuis l'époque paléolithique[réf. nécessaire].

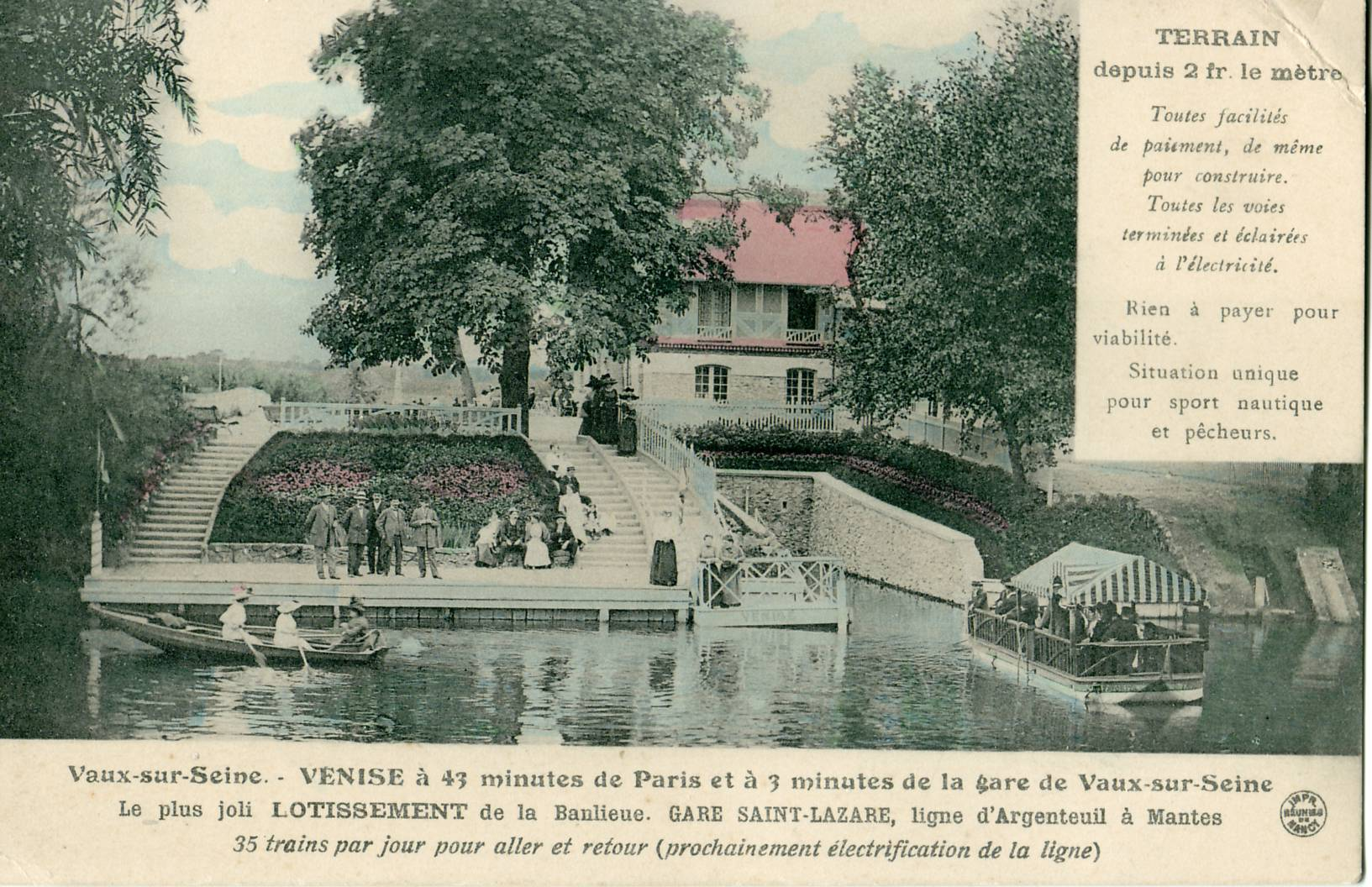
Publicité pour les lotissements de Vaux, début du XXe siècle.

La fondation du village de Vaux remonte à une période très reculée, son existence est attestée vers l'an 250 sous le consulat de Decius et de Gratus, par la légende de saint Nicaise :
« Accompagné du prêtre Quirin et du diacre Scunicule, Nicaise avait résolu de porter la lumière évangélique dans le nord des Gaules où florissaient d'importantes cités. Ce fut dans un village du Vexin que l'apôtre Nicaise commença ses prédications. Près du village de Vaux, un horrible serpent avait fait sa demeure d'une caverne d’où jaillissait une fontaine, dont les eaux empoisonnées par cet immonde voisinage n'était plus qu'un foyer d'infection. L'arrivée de Nicaise fut saluée des bénédictions de tous les pauvres habitants de ce pays. Plein de foi dans la protection divine, le ministre du Christ envoya vers le repaire du dragon son disciple Quirin, qui courba le monstre sous son commandement et l'amena à Saint Nicaise, lié avec son étole. Tous les habitants confondus d'admiration, se prosternèrent en demandant à embrasser la nouvelle religion. 318 personnes reçurent le baptême à la fontaine même du dragon, redevenue claire et saine comme elle l'était autrefois. »
Ce lieu est la fontaine, le lavoir Saint-Nicaise.
La terre de Vaux fut possession des comtes de Meulan jusqu'en 1118 date de la mort de Robert Ier de Meulan.
Elle fut apportée en mariage par Jeanne de Fontenay-Mauvoisin, qui était vivante en 1296, à Robert de La Roche-Guyon, fils cadet de Jean de La Roche-Guyon. Leur fille, Marguerite de La Roche-Guyon, dame de Vaux, était en 1342, mariée à Jean de Nesle seigneur d'Offemont,,. À la suite d'un procès qui eut lieu de 1342 à 1345, un arrêt de justice leur enleva la terre de Vaux au profit de Philippe de La Roche-Guyon, fils cadet de Gui III de La Roche-Guyon, car il avait hérité en 1331 de son oncle Robert de La Roche,. Philippe de La Roche-Guyon, mort en 1372, prenait alors le titre de seigneur de La Roche-Guyon, de Bennecourt, de Saint-Martin-la-Garenne, de Chantemerle, de Francourt, de La Faluère, de Maudétour-en-Vexin, de Fontenay-Mauvoisin et de Vaux épousa vers 1335 Marguerite de Laval dame et baronne d'Acquigny, fille de Bouchard de Laval, seigneur d’Attichy. De son mariage il eut :
- Béatrix de La Roche-Guyon, dame de Vaux, épouse de Pierre seigneur de Tournebu morte sans enfant.
- Marie et Idoine de La Roche-Guyon mortes sans alliance empoisonnées, avec leur mère, à l'instigation sur seigneur de Tournebu, ainsi que le constate un arrêt criminel du 6 avril 1377.
- Jeanne de La Roche-Guyon, héritière de son père et de ses sœurs, laquelle épousa en premières noces Jean de Chambly dit La Haze avec lequel elle vivait en 1374 et dont elle eut une fille, Jacqueline de Chambly mariée à Jean de Linières seigneur de Rezé, et en secondes noces son cousin germain Gui V seigneur de La Roche-Guyon fils de Gui IV.

La seigneurie de Vaux passe ensuite à la famille Vion.
Pierre de Vion, écuyer, cadet d'une très ancienne famille établie dans les états du duc de Bourgogne, vint s'établir en France en 1478, sous Louis XI, après la mort de Charles le Hardi, dernier duc de Bourgogne. Seigneur de la Barre en la châtellenie de Poissy, il meurt en 1492. De son mariage avec Colette de Maqueret († 1493) il eut notamment :
- Jean de Vion, tige de la branche des seigneurs de Tessancourt[23].
- Louis de Vion, seigneur de Vaux, Montbine et Saucourt, capitaine d'une compagnie d'arbalétriers à cheval, fut fait chevalier par Louis VIII à la prise de Thérouane le 25 juillet 1487[24] et commanda 1 000 hommes à pied à la bataille de Fornoue en 1495. Il acquit la terre de Vaux suivant décret passé aux requêtes du palais à Paris le 25 septembre 1479. Le 4 mars 1480, par décret passé à Chaumont-en-Vexin lui furent adjugés les terres de Montbine et de Saucourt, le fief d'Articule sis à Boury-en-Vexin et le fief de Maignenville en la paroisse de Marquemont. En 1489 il bailla au seigneur de La Roche-Guyon, Bertin de Silly, son aveu de la terre de Vaux, par lequel il avoue tenir à une seule foi et hommage, au us et coutumes du Vexin français à cause du châtel et seigneurie de La Roche-Guyon, ladite terre et seigneurie de Vaux et le châtel auquel il y a un pont-levis et place forte d'ancienneté, en laquelle il a droit de guet et de garde de ses habitants et sujets et celle de la châtellenie.

Anciennement « Vaux de Jouste » jusqu'en 1902.
Ancienne possession des comtes de Meulan, des abbayes de Jumièges et de Cernay.
Seigneurie au  XVIIe du comte de Saint-Simon, favori de Louis XIII et père du mémorialiste.
Possession à la Révolution des célestins de Limay.
L'exploitation du gypse a été importante du XVIe au XXe siècle. Elle a totalement cessé en 1980.
À la fin du XVIIIe siècle on construit une manufacture de faïence puis de porcelaine en activité pendant une quinzaine d’années. L’endroit où elle se situait s’appelle aujourd’hui « la Manufacture ».

## Politique et administration

### Liste des maires

#### Instances administratives et judiciaires
La commune de Vaux-sur-Seine appartient au canton des Mureaux et est rattachée à la communauté urbaine Grand Paris Seine et Oise. Elle est aussi incluse dans le territoire de l'opération d'intérêt national Seine-Aval.
Sur le plan électoral, la commune est rattachée à la septième circonscription des Yvelines, dont la députée est Michèle de Vaucouleurs (MoDem).
Sur le plan judiciaire, Vaux-sur-Seine fait partie de la juridiction du Tribunal de proximité de Mantes-la-Jolie et, comme toutes les communes des Yvelines, dépend du tribunal judiciaire ainsi que du tribunal de commerce de Versailles,.

## Population et société

### Démographie

#### Évolution démographique
L'évolution du nombre d'habitants est connue à travers les recensements de la population effectués dans la commune depuis 1793. Pour les communes de moins de 10 000 habitants, une enquête de recensement portant sur toute la population est réalisée tous les cinq ans, les populations de référence des années intermédiaires étant quant à elles estimées par interpolation ou extrapolation. Pour la commune, le premier recensement exhaustif entrant dans le cadre du nouveau dispositif a été réalisé en 2007.

En 2022, la commune comptait 5 143 habitants, en évolution de +5,89 % par rapport à 2016 (Yvelines : +2,72 %, France hors Mayotte : +2,11 %).
| 1793 | 1800 | 1806 | 1821 | 1831  | 1836  | 1841  | 1846  | 1851  |
| ---- | ---- | ---- | ---- | ----- | ----- | ----- | ----- | ----- |
| 929  | 935  | 952  | 969  | 1 050 | 1 077 | 1 077 | 1 130 | 1 096 |

| 1856  | 1861  | 1866  | 1872  | 1876  | 1881  | 1886  | 1891  | 1896  |
| ----- | ----- | ----- | ----- | ----- | ----- | ----- | ----- | ----- |
| 1 066 | 1 137 | 1 143 | 1 164 | 1 187 | 1 121 | 1 149 | 1 423 | 1 127 |

| 1901  | 1906  | 1911  | 1921  | 1926  | 1931  | 1936  | 1946  | 1954  |
| ----- | ----- | ----- | ----- | ----- | ----- | ----- | ----- | ----- |
| 1 183 | 1 192 | 1 181 | 1 230 | 1 568 | 1 635 | 1 538 | 1 459 | 1 996 |

| 1962  | 1968  | 1975  | 1982  | 1990  | 1999  | 2006  | 2007  | 2012  |
| ----- | ----- | ----- | ----- | ----- | ----- | ----- | ----- | ----- |
| 2 152 | 2 736 | 2 851 | 3 105 | 3 790 | 4 369 | 4 745 | 4 800 | 4 782 |

| 2017  | 2022  | - | - | - | - | - | - | - |
| ----- | ----- | - | - | - | - | - | - | - |
| 4 927 | 5 143 | - | - | - | - | - | - | - |

#### Pyramide des âges
En 2018, le taux de personnes d'un âge inférieur à 30 ans s'élève à 36,6 %, soit en dessous de la moyenne départementale (38 %). À l'inverse, le taux de personnes d'âge supérieur à 60 ans est de 22 % la même année, alors qu'il est de 21,7 % au niveau départemental.
En 2018, la commune comptait 2 439 hommes pour 2 490 femmes, soit un taux de 50,52 % de femmes, légèrement inférieur au taux départemental (51,32 %).
Les pyramides des âges de la commune et du département s'établissent comme suit.
| Hommes | Classe d’âge | Femmes |
| ------ | ------------ | ------ |
| 0,5    | 90 ou +      | 2,1    |
| 4,4    | 75-89 ans    | 6,6    |
| 15,0   | 60-74 ans    | 15,5   |
| 23,4   | 45-59 ans    | 21,3   |
| 18,0   | 30-44 ans    | 20,0   |
| 17,7   | 15-29 ans    | 16,4   |
| 21,1   | 0-14 ans     | 18,0   |

| Hommes | Classe d’âge | Femmes |
| ------ | ------------ | ------ |
| 0,6    | 90 ou +      | 1,4    |
| 6      | 75-89 ans    | 7,8    |
| 13,5   | 60-74 ans    | 14,8   |
| 20,7   | 45-59 ans    | 20,1   |
| 19,6   | 30-44 ans    | 19,9   |
| 18,5   | 15-29 ans    | 16,8   |
| 21,2   | 0-14 ans     | 19,2   |

## Économie
- Commune résidentielle.
- Il y a 65 entreprises référencées sur la commune[réf. souhaitée].

## Culture locale et patrimoine

### Lieux et monuments

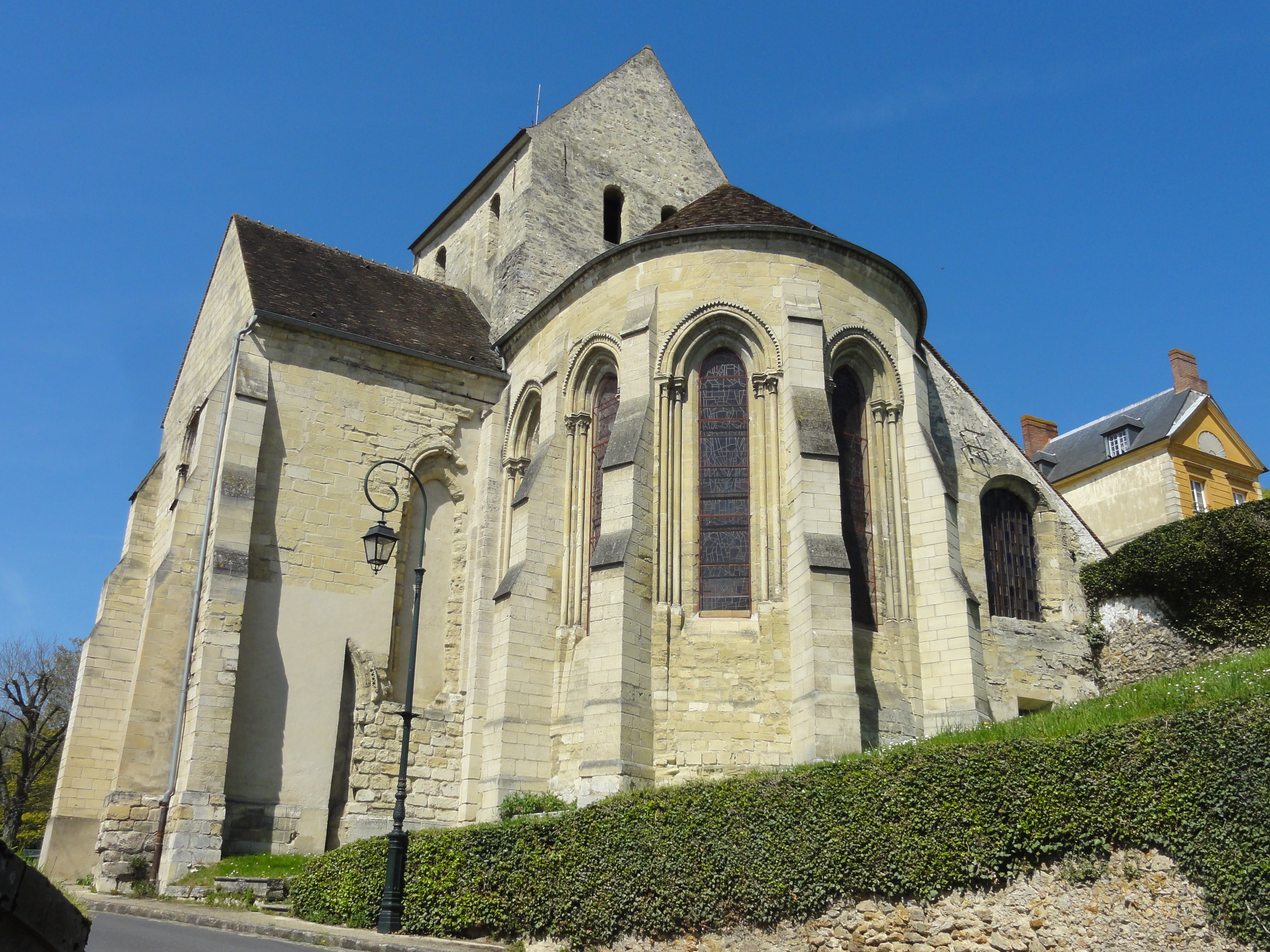
Église Saint-Pierre-ès-Liens.

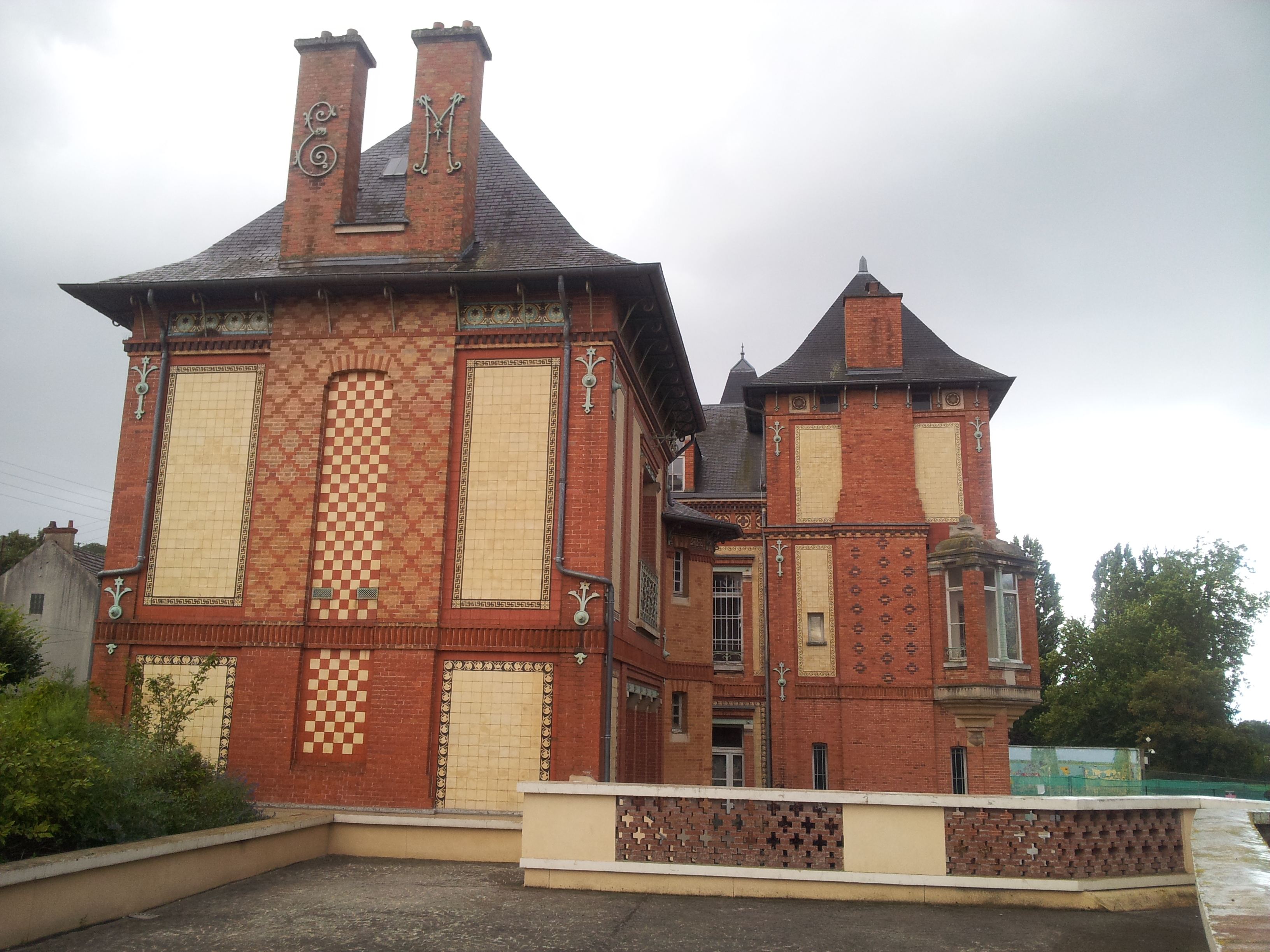
La Villa La Martinière.

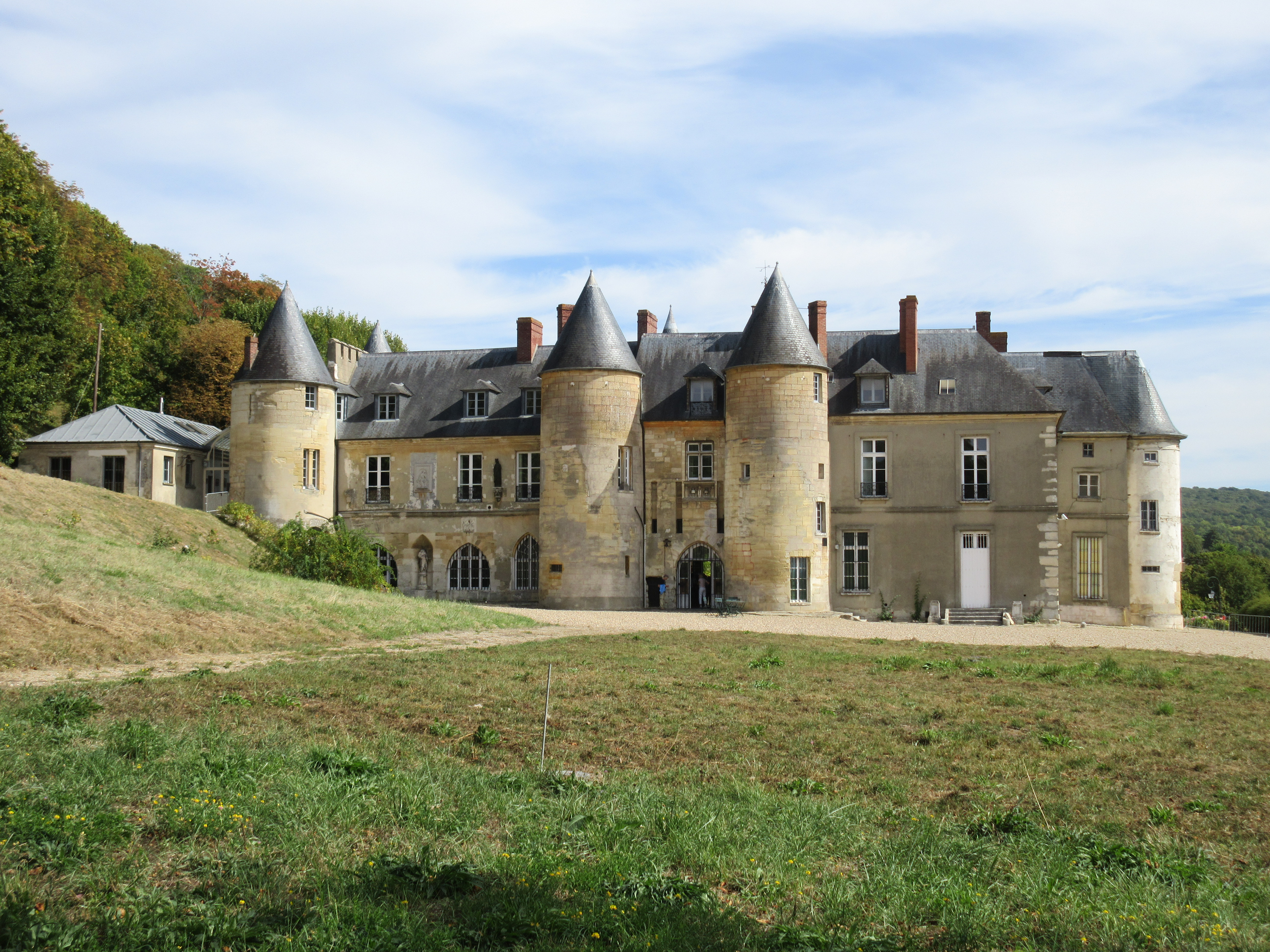
Château de Vaux-sur-Seine.

#### Monuments historiques
Vaux-sur-Seine compte quatre monuments historiques sur son territoire.
- L'église Saint-Pierre-ès-Liens, rue du Château (inscrite monument historique par arrêté du 19 juillet 1926[38]) : De la première église paroissiale fondée en 1154, reste le portail occidental roman. À partir de la fin du XIIe siècle, l'ancienne chapelle remaniée lors de l'érection de la paroisse est successivement remplacée par l'édifice gothique actuel.

Le chantier démarre par l'abside, caractérisée par un chevet en hémicycle, et se termine par la nef, qui est initialement accostée de deux collatéraux voûtés à la même hauteur. C'est là aussi une particularité de l'église de Vaux. Sa grande homogénéité stylistique, abstraction faite des remaniements ultérieurs, et le soin apporté à sa décoration, sont tout à fait remarquables. Mais l'église subit apparemment d'importants dégâts pendant la guerre de Cent Ans. Son collatéral sud est démoli, son clocher est réparé de manière simplifiée et la nef et son collatéral nord sont revoûtés vers le milieu du XVIe siècle ou peu après. Les anciens supports sont endommagés ou remplacés par de nouveaux piliers engagés, et les nouvelles voûtes s'accordent mal avec l'architecture d'origine. Plus dommageable encore pour l'esthétique de l'église est la reprise en sous-œuvre de la pile nord-est de la croisée du transept, qui est remplacé par un volumineux massif de maçonnerie, et rompt l'harmonie des parties orientales.
Restaurée en 1970, l'église Saint-Pierre conserve toutefois assez d'éléments authentiques pour que l'on puisse se faire une idée de ce qu'elle fut au XIIIe siècle, et son chevet notamment est de grand intérêt. La fondation Maxime-Goury-Laffont a participé à la restauration d'une Vierge à l'Enfant du XVIIe siècle conservée dans cette église[réf. souhaitée].
- Le Pavillon d'Artois, 187 Grande-Rue (inscrit monument historique par arrêté du 4 janvier 1945)[40])
- La Villa « La Martinière », anciennement bibliothèque municipale , 87 rue du Général-de-Gaulle (inscrit monument historique par arrêté du 1er mars 1995)[41]).

Les parties les plus anciennes ont été bâties sous la direction de l'architecte Lucien Roy en 1880. L'aile de droite est une œuvre de Paul Lagrave de 1897. Le décor en bois gravé réalisé en 1898 est signé Oscar Lavau. Les deux peintures principales (1899) sont d'Alphonse-Alexis Morlot.
- Le château de Vaux, rue du Château (inscrit monument historique partiellement par arrêté du 22 octobre 1996)[44]) : édifice du XVIe siècle et du milieu du XIXe siècle.

#### Autres éléments du patrimoine
- Le lavoir Saint-Nicaise[16]

#### Films tournés à Vaux-sur-Seine
- 1959 : Maigret et l'Affaire Saint-Fiacre de Jean Delannoy, film tourné à la gare de Vaux-sur-Seine, maquillée pour ressembler à la gare de Moulins-sur-Allier.
- 2019 : Le Voyageur (épisode 1) de Stéphanie Murat, téléfilm tourné à la gare de Vaux-sur-Seine et au Café de la Gare.
- 2021 : Attention au départ ! de Benjamin Euvrard, film tourné à la gare de Vaux-sur-Seine, maquillée pour ressembler à la gare de Beaune.
- 2021 : Je voudrais parler de Duras de Claire Simon, film tourné dans une propriété privée vauxoise[45].
- 2021 : Les aventures de Panacloc de Pierre-François Martin-Laval, film tourné à la gare de Vaux-sur-Seine[46].

### Divers
- La faculté libre de théologie évangélique est implantée dans la commune depuis 1965.

## Personnalités liées à la commune
- Léon Bailby (1867-1954),  directeur du journal l'Intransigeant, a habité à Vaux-sur-Seine
- Charles Oggé Barbaroux (1792-1867), magistrat, Conseiller d’État, député de la Réunion, sénateur, mort à Vaux-sur-Seine
- Robert Bengel (1905-1987), abbé, résistant, Juste parmi les nations, a vécu et est décédé à Vaux-sur-Seine
- Emilio Boggio (1857-1920), artiste peintre vénézuélien, a vécu et travaillé à Vaux-sur-Seine
- Jean Olivier Hucleux (1923-2012), artiste peintre et dessinateur contemporain, a vécu et travaillé à Vaux-sur-Seine
- Olivier Leborgne (évêque) (1963-), prélat catholique français, évêque d'Arras, a grandi à Vaux-sur-Seine
- Lekain (1729-1778), tragédien, a vécu à Vaux-sur-Seine
- Raymond Thibésart (1874-1968), artiste peintre français qui a peint des paysages vauxois
- Le site inspira le peintre Gen Paul.

### Héraldique
| Blason de Vaux-sur-Seine | Blason  | Divisé en chevron renversé, au premier d'azur aux trois fleurs de lys d'or, au second d'argent au dragon de sable colleté de l'étole de saint Nicaise d'or à destre, à la grappe de raisin d'or pamprée de trois feuilles de sable à senestre et à la trangle ondée d'azur en pointe, à l'étai renversé de sinople brochant sur la ligne de partition. |
| Blason de Vaux-sur-Seine | Détails | |